# Sekundærrute 579
De Sekundærrute 579 is een secundaire weg in Denemarken. De weg loopt van Højslev Stationsby via Møldrup naar Hobro. De Sekundærrute 579 loopt door Noord en Midden-Jutland en is ongeveer 45 kilometer lang.